# Paleoamericano

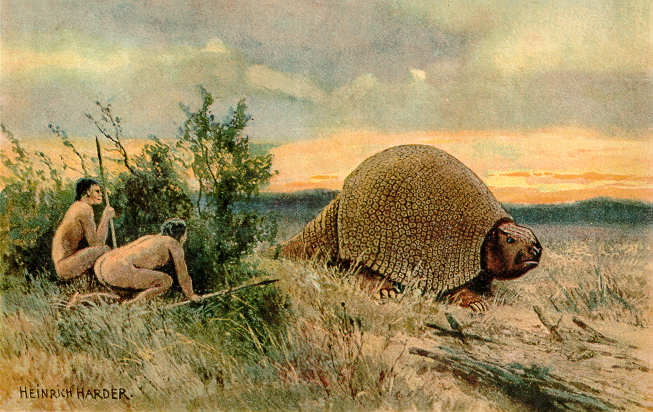
Paleoamericanos cazando un gliptodonte.

El Paleoamericano es la era inicial y la más larga de la historia americana (comprende todos los sucesos ocurridos aproximadamente antes del 8000 a. C.). Durante ese tiempo se desarrollaron las primeras herramientas de piedra y las bases de la diversidad étnica y lingüística de América precolombina. Por extensión, se aplica también los términos paleoamericano o paleoíndio para designar a los seres humanos que vivieron en el continente durante esa fase; y cuyos actuales descendientes han recibido la denominación de amerindios.
Si bien todos están de acuerdo en que inicia con la primera presencia humana en América, no hay consenso sobre el momento en que esto ocurrió y las rutas migratorias que siguieron esos grupos. Por muchas décadas, la propuesta dominante fue la llamada teoría del poblamiento tardío, para la que los primeros humanos no pudieron haber llegado antes del 11 000 a. C. debido a condiciones más climatológicas y a que no hay evidencia arqueológica válida que respalde una fecha anterior. 
Algunos descubrimientos posteriores a los años sesenta pusieron en tela de juicio la validez de esta propuesta. Algunos sitios ubicados en el centro y sur del continente arrojaron fechas por radiocarbono más antiguas que las ofrecidas por los partidarios de la teoría del poblamiento tardío ―también llamada «Clovis primero»―, lo que dio pauta al fortalecimiento de la teoría del poblamiento temprano. Muchos de estos hallazgos han sido objetados por inconsistentes, generalmente con el argumento de una contaminación del yacimiento por factores no humanos. Sin embargo, la solidez de la evidencia hallada en Monte Verde (Chile) no deja lugar a duda, y sus fechas por radiocarbono (12 800 a. C.) son anteriores a las de cualquier otro yacimiento norteamericano libre de objeción.
Los datos disponibles para la historia de este período son escasos, particularmente en las época más antiguas, y generalmente se trata de inferencias a partir de los hallazgos arqueológicos, que consisten principalmente en herramientas de piedra y restos orgánicos ―humanos, animales y vegetales― o de antiguos campamentos. A partir de ellos se observa una complejidad creciente y una exploración tecnológica que dio como resultado una mayor diversidad de materiales para la confección de herramientas y la especialización de estas para diversas actividades.

## Poblamiento de América

Evolución del puente de Beringia (1000 años/s).

Durante la última glaciación (glaciación de Würm), la concentración de hielo en los continentes hizo descender el nivel de los océanos en unos 120 metros. Este descenso hizo que en varios puntos del planeta se crearan conexiones terrestres, como por ejemplo Australia con Tasmania y Nueva Guinea; Filipinas e Indonesia; Japón y Corea. Uno de esos lugares fue el denominado Puente de Beringia. Debido a que el estrecho de Bering, que separa Asia de América, tiene una profundidad de entre 30 y 50 metros, el descenso de las aguas dejó al descubierto un amplio territorio que alcanzó 1500 kilómetros de ancho, uniendo las tierras de Siberia y Alaska, hace aproximadamente 40 000 años.

Existía en ese entonces un puente terrestre entre Asia y Alaska, que apareció cuando los glaciares del último período glaciar estaban en su máximo, aprisionando millones de kilómetros de precipitación que normalmente habrían ido a los océanos. La falta de esa agua redujo el nivel del mar de Bering más de 90 metros, bastantes para convertir los bajos del estrecho en un puente de tierra que unía los dos continentes.

Este fenómeno natural sucedió dos veces: la primera hace aproximadamente 40 000 años y se mantuvo por 4000 años, la segunda formación se produjo aproximadamente hace 25 000 años por 11 000-10 500 según Scott A. Elias. Después, al final de la glaciación, se inundaron los territorios y se separó definitivamente Asia de América en lo que hoy es el estrecho de Bering. Esas dos ocasiones fueron una oportunidad propicia para que tribus de Siberia cruzaran hacia América.
Una de las teorías sobre la llegada del hombre a América, es la del cruce por el puente de Bering: los científicos afirman que el puente de Bering, en condiciones de ser transitado por hombres y animales, duró un "breve" período durante la última glaciación, cuando el nivel del mar llegó a bajar 120 metros aproximadamente, y el actual estrecho de Bering, se convirtió en istmo, durante dos etapas.
La primera etapa duró unos 4000 años y la segunda etapa, unos 15 000 años.
Es decir, el puente de Bering se mantuvo en condiciones de tránsito durante unos 19 000 años.
La ruta que siguieron los primeros humanos que cruzaron, pudo haber sido por los valles ubicados al sur de los montes Chukots en Asia y el ingreso a América, pudo haber sido por la península Seward.
Entre ambos puntos extremos en Siberia y Alaska, no hay más de 75 km.
La ruta de Bering es indiscutible y está confirmada por pruebas arqueológicas, genéticas y culturales.
Lo que actualmente se discute es si esta fue la única ruta para el ingreso del Homo sapiens a América y la época de las migraciones.
La misma ruta de Bering presenta dos posibilidades: una netamente terrestre y la otra costera, incluso de cabotaje.
La primera de ambas probabilidades hasta hace poco casi "oficial" en la comunidad científica, actualmente es objetada ya que la ruta netamente terrestre significaba atravesar zonas glaciares o casi glaciares en donde la supervivencia humana era muy difícil, mientras que un cabotaje sin dudas fue perfectamente practicable y, esto explicaría que se encuentren en Norteamérica yacimientos más antiguos en las zonas costeras del Pacífico cercanas a California y que los ―hasta el presente hallados― yacimientos en zonas más septentrionales de Norteamérica, sean más tardíos.

Los primeros yacimientos norteamericanos presentan restos humanos de un fisiotipo diferente al de los indoamericanos típicos, se encuentran más semejanzas con los paleosiberianos del yacimiento del Yana. De este modo, se habla de una primera población de paleoamericanos a la cual luego se sobrepuso la de los nativos americanos.
La llegada de los primeros hombres a América, se habría producido hace alrededor de 35 000 años atrás.
Otras rutas de probables migraciones, fueron las siguientes:
- Península de Kamchatka (Siberia), islas Aleutianas (Pacífico), costa sur de la península de Alaska. Procedencia: asiática. Habrían utilizado embarcaciones rudimentarias.
- Islandia, Groenlandia, Labrador, Terranova. Procedencia: europea. Remy Coteville-Giraudet documentó entre 1928 y 1931 la hipótesis del origen europeo (Cro-Magnon) de los "pieles rojas" (algonquinos). Emerson Greenman en 1963 planteó la ruta hipotética de la migración europea a América durante el paleolítico superior y el origen europeo de los beotucos de Terranova. Bruce Bradley y Dennis Stanford replantearon en 1999 la existencia de esa migración basados en las similitudes entre la industria lítica solutrense, y la cultura clovis.
- Oceanía, Antártida, América del Sur. Debieron usar balsas primitivas (teoría del antropólogo portugués A. Mendes Correia).
- Melanesia, Polinesia, América. También debieron usar balsas, del tipo polinesio actual (teoría del antropólogo francés Paul Rivet).

## Periodos
Dentro del periodo paleo-indio se pueden distinguir dos etapas:
- Cazadores-recolectores indiferenciados: culturas caracterizadas por una industria lítica arcaizante (cantos tallados, lascas musteroides, bifaces...). Los restos son escasos pero pueden ponerse ejemplos datados por encima de los 30 000 años de antigüedad en todo el continente: Topper (en Estados Unidos), Pedra Furada (en Brasil), Tlapacoya (en México) y Monte Verde (en Chile).

- Puntas de proyectil: culturas de tecnología lítica muy avanzada y con una economía basada en la caza de animales de tamaño mediano y grande. Aparece hace unos 13 000 años y se caracteriza por diversos tipos de puntas de lanza foliáceas finamente elaboradas, las más famosas son las de la cultura Clovis (sur de EE. UU.), aunque, por supuesto, hay muchas más. A destacar, por situación geográfica, la Cueva Fell (en Pali Aike, Chile), cuyas puntas, llamadas de «cola de pescado», se datan en el 11 000 a. C.

## Subperiodos del paleoíndio

### Periodo proto-indio
Con una fecha de arranque que queda abierta, ya que todavía no se ha dicho la última palabra en cuanto al momento de la llegada de los primeros hombres al continente, este sub-período se prolonga hasta aproximadamente 20 000 a. C. En este lapso los inmigrantes inician su adaptación al nuevo medioambiente y se expanden por todos los confines. Los proto-indios eran básicamente buscadores de comida que cruzaron el estrecho persiguiendo a sus presas (mamuts, antiguos bisontes, etc.) integrando bandas de cazadores-recolectores que lentamente fueron desplazándose con rumbo sur. Su instrumental era preferentemente fabricado en madera, hueso y piedra, trabajando esta última mediante la talla por percusión. De esta manera produjeron grandes choppers (hachas de mano), raspadores, martillos y herramientas bifaces que se han encontrado en las excavaciones arqueológicas en abundancia. En Venezuela (Jobo y Cumaré), en California (Farmington), aparecen sepultados por material aluvional. En Texas e Idaho (Estados Unidos), en Muaco (Venezuela), en Tequixquiac (México), en Pikimachay (Perú) se encuentran asociados a restos de fauna extinta de hace 22 000 años. En Argentina, en el altiplano andino y en la región valliserrana aparecen restos semejantes.
Debido a las circunstancias geográficas con la disposición de recursos naturales, y conforme al grado de desarrollo de estos migrantes y sus descendientes,  a los que se les ha denominado como proto-indios se integraban en pequeños grupos o clanes, compuestos por familias de cazadores menores y recolectores que se cubrían con las pieles de los animales que mataban en los alrededores de los glaciares.
Algunos grupos con mayor movilidad fueron desplazándose hacia el sur, sobre regiones que ofrecían mayor variedad de alimentos vegetales y animales.
Los hallazgos de menos de 20 000 años muestran una variación en el modo de vida de estos cazadores-recolectores, lo que nos indica el comienzo de una nueva etapa.

### Periodo paleoíndio
En este período, que se extiende desde el 20 000 hasta el 8000 a. C. es abundante la cantidad de restos arqueológicos hallados en Estados Unidos, México, Centroamérica y Sudamérica.
Aparece una nueva industria lítica, la de las puntas de proyectil, talladas finamente en piedra que presentan variedades denominadas clovis, lanceoladas, Folsom, inca, fell, cola de pescado, etc. que dan cuenta de la gran difusión de esta técnica, que llega hasta el noroeste argentino, el Río de la Plata, Patagonia y Tierra del Fuego. El especialista alemán Müller Beck afirmaba que esta técnica pudo ser aportada por nuevos inmigrantes procedentes de Asia que pasaron por Bering hace entre 28 000 y 23 000 años, antes de que el último avance de la glaciación Wisconsin cerrara el corredor de Alaska.
La otra gran innovación del período lo constituyó el atlatl o propulsor, artefacto que aumentaba la eficacia en el lanzamiento de las jabalinas por parte de los cazadores.
Estas mejoras tecnológicas constituyeron la base de las grandes culturas cazadoras del Pleistoceno, que habitaron las praderas y valles boscosos norteamericanos de clima benigno y abundancia de animales de presa. Los yacimientos excavados señalan sitios de campamento y matanza, con restos industriales y huesos de bestias fósiles.
Aunque no han quedado testimonios, se supone que fabricaron redes, cuerdas, adornos de hueso y plumas, etc. En Mesoamérica (México y América Central) y Sudamérica se han reconocido versiones de estas formas culturales perfectamente adaptadas al medioambiente, que complementaban la caza mayor con la recolección, desarrollando un estilo de vida que perduró por siglos sin modificaciones sustanciales.

### Periodo mesoíndio

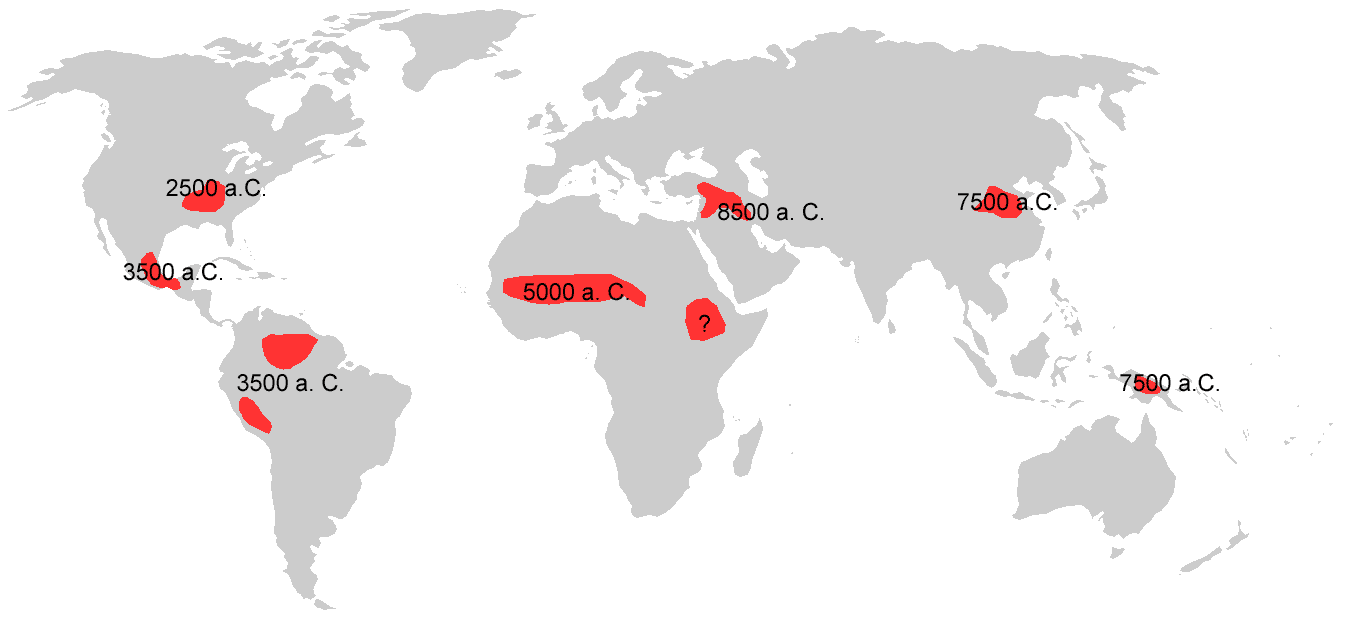
Inicios de la agricultura en diferentes regiones del planeta; solo se consideran las áreas de desarrollo primario, no las que domesticaron plantas por influjo de otros grupos humanos en las regiones en las que previamente se había desarrollado la agricultura.

La retirada de los hielos hacia el norte (fin de la glaciación Wisconsin) generó importantes cambios climáticos y ecológicos hacia el 8000 a. C. provocando la extinción o la emigración de los grandes animales que constituían la base de sustentación de los grupos paleoíndios.
El paisaje americano comienza a parecerse al actual y los cambios se reflejan en las nuevas sociedades que surgen en este período. Diferentes patrones de subsistencia, tecnológicos y de asentamiento señalan la aparición del mesoíndio, que se prolonga hasta el 1000 a. C. La alimentación de estos grupos se basaba en la recolección de frutos

## La llegada de los primeros humanos a los Andes peruanos
Los primeros humanos llegaron al territorio peruano con las mismas características que sus antepasados que cruzaron la Beringia, con sus rudimentarios conocimientos de caza y recolección de frutos, asimismo, con creencias religiosas y formando pandillas o bandas; y, comienzan a vivir en zonas ricas de flora y fauna, para luego con los años descubrir la agricultura y la ganadería, como fue el caso de la costa peruana, en donde se vuelven semi sedentarios, debido a los recursos marinos que encontró en sus costas, listas para ser recolectadas.
Así, encontramos al humano más antiguo en el Perú, ubicado en la pascana de Paccaicasa, en la cueva de Piquimachay.
Parece ser que la región andina comprendida entre la línea ecuatorial y los 20° de latitud sur, fueron la zona preferida de las bandas de recolectores, cazadores y pescadores, ocupando los pisos ecológicos quechua, suni, puna, yunga y chala.
Estos primeros pobladores se acostumbraron al ambiente de los Andes y crearon muchos siglos después, las primeras culturas andinas, y posiblemente una de las primeras, fue la del complejo de Piki en Ayacucho.
Este sitio se encontraba a 12 km al norte de Ayacucho (capital regional del departamento de Ayacucho).
Los restos fueron ubicados en la cueva de Pikimachay, a una altitud de 2740 m s. n. m., y se dataron en el 15 500 años, en el piso ecológico sierra quechua.
Ahora bien, es innegable que esta primitiva sociedad al sentirse desamparada, ante la ferocidad de algunos animales, las inclementes condiciones climáticas y otras, adversas a su subsistencia, sintió la necesidad de protegerse y desarrollaron mecanismos de seguridad, mediante abrigos (cuevas) seguros y, armas desde luego.
La necesidad de seguridad ya era innata al hombre peruano.
La organización social imperante, era la “comunidad primitiva”: vida, trabajo y subsistencia en común.
Obligados por la escasa tecnología, estos primeros habitantes de los Andes peruanos hacían sus pocas actividades en forma conjunta con el resto de la banda y lo que obtenían, producto de ese esfuerzo, lo repartían en partes iguales, sin importar edad o género.
En los momentos de la recolección, la banda era guiada por el hombre más experimentado, pero durante la cacería por el más hábil o por el más fuerte.[cita requerida]
Existen otras evidencias tempranas de ocupación de los Andes peruanos en Jayhuamachay, Pachamachay y cerro Huargo, en el 13 500 a. C.
En 1969, el estadounidense Thomas Lynch (Universidad de Cornell) descubrió los vestigios culturales más importantes, del 10 560 a. C. (muestra GX 1859), en la denominada Cueva del Guitarrero (Guitarrero Cave), a 6 kilómetros al sur de la ciudad de Yungay, en la orilla occidental del río Santa, en el Callejón de Huaylas, región Ancash, provincia de Yungay, en la Cordillera Negra, en el norte de los Andes peruanos.
La cueva se encuentra a 2580 m s. n. m., y allí se han encontrado restos fósiles y que según su data, fue utilizada durante todos los siglos del nomadismo y de la época de los inicios de la agricultura por lo que a este lugar se le considera "uno de los grandes testimonios del origen de la agricultura en América"; pertenece al piso ecológico denominado Quechua.
En los estratos inferiores se han encontrado puntas de proyectiles y restos de cuchillo, según su descubridor, el arqueólogo Thomas Lynch, parece ser que fue la primera fábrica andina de instrumentos y armas.
En la costa peruana, cerca de Lima en Ancón, se encuentra Chivateros, cerca de la desembocadura del río Chillón que evidencia la presencia humana hacia el 8500 a. C.; y así podemos seguir enumerando sitios, en donde si bien no había aún el concepto de Estado y Nación, pero qué duda cabe, el humano peruano, sin saberlo quizá, iniciaba su camino lento pero inexorable hacia ello y hacia la civilización, la más grande de América: la Inca.
Así tenemos Lauricocha, en Huánuco, conjunto entre los 3.950 m s. n. m., es decir, región Suni y los 4500 m s. n. m., región Puna.
Ahí se encontró raspadores y lascas, huesos fosilizados de camélidos y cérvidos (taruga o taruca), raíces y tubérculos, proyectiles de puntas foliáceas en forma de sauce o laurel, tumbas, la mayoría de niños, figuras de animales, representación de danzas ceremoniales, etc., con una antigüedad de 8000 a. C., con comprobación científica irrefutable.
Es interesante analizar Lauricocha: se nota una organización del trabajo, ya una cierta organización espacial.
La movilidad de la banda se hacía entre la cueva refugio y los refugios estratégicos de caza y recolección.
Denota ya a esa temprana época, una organización de la seguridad y defensa de la banda u horda y de sus sitios semi temporales de refugio.
Ya en Lauricocha, debieron haber tenido una organización más avanzada a la de las bandas y debieron manejarse otros parámetros como la obediencia a los jefes, respeto a los primeros “especialistas”, y, defensa colectiva de su círculo de supervivencia y de sus cuevas–refugio.
Otras antiguas huellas de los Andes peruanos, son Tres Ventanas, Guitarrero II, puente Jayhua, Toquepala (Tacna), Pachamachay y Telarmachay en Junín, y también Santo Domingo de Paracas.
En la etapa de los cazadores superiores, se inicia la explosión cultural del hombre andino peruano y se inicia con las pinturas rupestres, que eran pintadas en las paredes de las cuevas y en algunas piedras ceremoniales.
No hay duda que el dominio del fuego, trajo consigo más seguridad y sociabilidad a los hombres de aquella época.
Al amparo de la seguridad de las llamas que los protegían de las fieras, a la vez que daba calor al hogar, los hombres, mujeres y niños, podían prolongar su jornada, una vez que había anochecido.
Es innegable que alrededor de esa llama que daba seguridad y luz al anochecer, se reunían los grupos de las bandas para fabricar sus armas y cocer sus alimentos.
Esas horas de convivencia al calor del fuego, debió estimular a usar cada vez más la expresión verbal.
Y así llegamos a la revolución agrícola en los Andes peruanos.
Desde los orígenes de la humanidad, hasta el siglo XXI, la humanidad ha pasado innumerables acontecimientos, pero son dos los que la han marcado, por el significado que tuvieron: uno de ellos es la revolución agrícola y el otro, la revolución industrial.
La revolución agrícola se efectuó en todo el mundo, entre el 10 000 a. C. y el 5000 a. C.
La revolución agrícola se da en América y el resto del mundo casi en forma simultánea y autónoma.
La revolución agrícola, se da en el actual territorio del Perú, entre el 6000 y el 2500 a. C. y convirtió al nómada en sedentario, al cazador en pastor, al recolector en agricultor.
Las cavernas dieron paso a las viviendas con la finalidad de cuidar el huerto y el ganado.
Se produce la división del trabajo.
Se rompe la unidad grupal, al darse cuenta el hombre que para criar sus animales y sembrar, no necesita del grupo y mira a su entorno, que son su mujer y sus hijos, toma conciencia del concepto de familia y la protege.
Se llega a este estado desde la etapa de “recolectores y cazadores superiores”, etapa en donde el hombre toma conciencia de la “caza y recolección selectiva”, es decir, solo recoge los frutos maduros y deja los “verdes”; caza los animales adultos, y encierra y cría a los cachorros.
En la revolución agrícola, parece ser que domesticaron primero la calabaza, los pallares, el frijol, la quinua, las papas, el algodón y el maíz, en ese orden cronológico, en las plantas; y el cuy, la llama y la alpaca, fueron domesticados entre los animales, mientras que la vicuña y el guanaco, fueron objeto de caza selectiva.
Evidentemente, la “sociedad primitiva”, entra en crisis y toma bríos la “comunidad aldeana”, en donde el núcleo básico es la familia; los vínculos, son ahora de parentesco.
Lógico que esta división no se dio de la noche a la mañana; aún en plena revolución agrícola, la sociedad se dividió: unos continuaron con la pesca, caza y recolección, mientras que otros se dedicaban a la agricultura y ganadería.
Hasta que se llega a una nueva sociedad andina, basada en la agricultura y el apego a la Pachamama (madre tierra en quechua).
En un medio de topografía variada, el antiguo hombre peruano tuvo que usar al máximo su ingenio, para crear las condiciones de siembra y de vida sedentaria.
La ingeniería hidráulica, toma entonces una importancia vital y es así que comienza su desarrollo en esta etapa.
Se inició también la tarea de ampliar la frontera agrícola con los andenes, denominados camellones o waru waru.
Así llegamos al Estado-Nación; parece ser que el primer asentamiento en territorio peruano estuvo ubicado en Chilca, cerca de Lima, al norte de la provincia de Cañete.
Son casas de juncos y troncos de forma cónica y muy rudimentarias muy cercanas entre sí y de las chacras de frijol y calabaza.
Parece ser que esta aldea fue organizada en el 5500 a. C. y abandonada en el 2300 a. C.

## La salud en la prehistoria
El hecho de convertirse en seres humanos representaba una notable ventaja para nuestros antepasados prehistóricos.
Mientras que los animales perdían hasta un 80% de su descendencia, los seres humanos perdían solo entre el 30% y el 50% de sus hijos.
Además, ocasionalmente los seres humanos eran capaces de sobrevivir hasta más allá de su edad de capacidad reproductiva, hecho inusual en el mundo animal, y este prolongamiento de vida, evidenciaba una mejor adaptación del ser humano.
Probablemente los cazadores recolectores primitivos eran propensos a sufrir ciertas enfermedades crónicas, causadas por organismos que pueden sobrevivir dentro del organismo humano que eran transmitidas mediante el estornudo, el aliento o los alimentos infectados.[cita requerida]
Posiblemente, una de las enfermedades más comunes que sufrían nuestros antepasados estarían relacionadas con el tracto intestinal.
Parece ser que gran parte de las infecciones por consumo de carne de animales infectados, pudieron a la larga haber hecho inmune en cierto modo, al hombre prehistórico.
Sin embargo, otras infecciones accidentales, que solo ocasionalmente se presentaban en el ser humano, habrían tenido efectos devastadores.[cita requerida]
El doctor Fernando Prada Alonso, al respecto de la salud en la prehistoria, nos dice:
«Partiendo de esta evidencia no parece probable que hayan existido otras enfermedades desconocidas que hubiesen podido afectar a estas poblaciones primitivas.
Sin embargo, otras enfermedades que hoy en día son relativamente benignas, pudieron haber sido extremadamente virulentas en otros tiempos».
Debido a las enfermedades, el promedio de vida de los hombres era de 35 años y el de las mujeres de 30 años.
Esta diferencia de cinco años no se debía solo a los embarazos y a los peligros del parto, sino a las condiciones mismas de vida que llevaban las mujeres, en el levantamiento de campamentos, cocina, etc.
Con referencia a la corta esperanza de vida, no se tiene en cuenta las enfermedades endémicas, solo las duras condiciones del nomadismo, el clima, las luchas y peleas.
En Egipto por ejemplo, a un lado del Nilo, se descubrieron fosas en donde por las evidencias arqueológicas, se pudo determinar que casi la mitad de la población murió por graves traumatismos, es decir de manera violenta.
Durante el neolítico (8000 a. C.), cuando se estaba en la transición al sedentarismo por la revolución agrícola, la estatura del individuo, se fue modificando (tendió a disminuir); el motivo puede ser la dieta alimenticia, pero también existe la posibilidad de nuevas enfermedades endémicas que hubieran tenido impacto, especialmente aquellas que causan anemias como la malaria y la anquilostomiasis.
También fue aquí donde se encontró la primera evidencia de talasemia, una adaptación hereditaria de los glóbulos rojos de la sangre, que actúa contra la malaria.
La población prehistórica, creía que el dolor, era debido a factores externos, no solo debido a las heridas sino debido a los espíritus malignos.
En tales casos, se llamaba a brujos y chamanes para aliviarlos.
La trepanación, una de las pocas prácticas prehistóricas de las que se tiene evidencia arqueológica, se realizaba practicando un pequeño agujero en el cráneo, con una especie de broca de carpintero con mango.
Esta se practicaba en casos de dolor de cabeza, epilepsia y algunas enfermedades mentales: esta práctica fue común en todo el mundo (era un remedio heroico, basado casi siempre en la creencia de que el dolor era provocado por un "espíritu" que podía ser desalojado del encéfalo mediante la horadación del cráneo, facilitó que esta práctica durara milenios el hecho de que los sobrevivientes a la misma en efecto veían disminuidas o eliminadas las insoportables cefaleas al haber una descompresión en la cavidad craneana).
Los que lograban sobrevivir a la trepanación, cubrían sus heridas con trozos de calabaza, piedra, conchas de moluscos, e incluso, con plata y oro.
El médico de la Sanidad Naval de la Marina de Guerra del Perú, capitán de navío SN (MC) Arístides Herrera Palacios, médico, marino de profesión y asesor del presente título, afirma que: «En Europa usaban como amuleto los restos de la trepanación. La práctica de la trepanación se hizo común hasta bien entrada la Edad Media».

## Paleoindio en una localidad específica: San Vicente de Tagua Tagua
De acuerdo a estudios de polen realizados en la zona de la Laguna de Tagua Tagua, se estableció que en gran parte del Pleistoceno superior, predominaba un clima más frío que el actual, con una cubierta arbórea representada por especies del bosque valdiviano como coigües, robles y lengas. Alrededor de los 10 000 años disminuye la formación del parque de coníferas, por aumento de la temperatura.
El humano se asentó en la zona hace aproximadamente 12 000 años.
Se creía que eran los más antiguos pobladores de estas tierras (Chile): craso error, pues las investigaciones realizadas por Tom Dillehay en el ya famoso sitio paleoíndio de Monteverde en las cercanías de Puerto Montt, han determinado que se puede datar en el 12 800 a. C., lo que lo sitúa como el asentamiento humano más antiguo de Chile (Tagua Tagua bordea los 9000 a. C.), e incluso como uno de los más tempranos del continente americano.
Estos primeros cazadores americanos, a quienes los arqueólogos han llamado “paleoíndios”, así como al estadio de desarrollo cultural que los describe, se ubicaron en Tagua Tagua para acechar y cazar a estos grandes animales que quedaban entrampados en los pantanos del lugar, para lo cual utilizaron una sencilla pero eficiente tecnología como grandes bloques de piedra y lanzas armadas con filosas puntas de proyectil de cuarzo finamente talladas.
En el 12 500 a. C. llegaron al valle de Tagua Tagua los primeros pueblos cazadores recolectores siguiendo el rastro de grandes animales como mastodontes, caballos americanos y ciervos de los pantanos. El cambio climático debido al fin de la última glaciación, el progresivo avance en la utilización de técnicas de cultivo y la domesticación de animales permitió la paulatina sedentarización de estos pueblos, que se asentaron en el curso de los ríos y en los valles formados por la cordillera de la costa, para cultivar maíz, quínoa, zapallo y porotos y para aprovechar la variedad de peces y mariscos que les otorgaba el mar y las maderas de las quebradas costeras plenas de arrayanes, boldos, peumos, canelos y maqui.

### La laguna de Tagua Tagua
Este cuerpo de agua quedaba a cinco km al sur de San Vicente (Chile), desecada en el siglo XIX, encontrándose restos de animales prehistóricos como mastodontes, caballos americanos y sapos gigantes. Hasta hace muy poco se creía que era el lugar de ocupación humana más temprana de Chile (9380 a. C.) pero más tarde se encontró el ya citado de Monte Verde (cerca de Puerto Montt), que era 3500 años más antiguo (12  800  a. C.). Arqueólogos y paleontólogos de todo el mundo han visitado los socavones del piso desecado de la laguna Tagua Tagua, haciendo hallazgos importantes. Como todo lugar que se precie, se describe al menos dos monstruos que habitaban dicha laguna.
Naturalistas como el francés Claudio Gay (1800-1873) ―a pesar de no ser arqueólogo― visitaron la laguna haciendo estudios arqueológicos.
Alrededor del año 1833, don Javier Errazúriz Sotomayor concibió un proyecto de desagüe parcial de la laguna, la que no tenía desagüe natural, provocando inundaciones durante los años especialmente lluviosos. Los trabajos duraron cerca de 10 años. Es posible que un súbito aumento del nivel de las aguas haya hecho que estas irrumpieran con fuerza en el túnel 34°27′50.47″S 71°10′0.35″O / -34.4640194, -71.1667639 que se estaba construyendo para tal efecto. El canal fue incapaz de contener la crecida, y se deshizo, dejando libre paso a sus aguas y desecando la laguna.

### Mastodonte de Humboldt
En la laguna desecada, un equipo de arqueólogos, con paciente labor, logró rescatar a escasa profundidad restos óseos de un mastodonte, que fue llamado Cuvieronius humboldti (mastodonte de Humboldt), paquidermo primitivo miembro de la familia de los Gomphotheridaes, ancestros de los actuales elefantes. Los restos fueron apropiados por el Museo de Historia Natural de París, y se ilustran en el Atlas de Gay de 1844. En 1868, Ignacio Domeyko hizo una extensa descripción geológica del lugar, pues estimó que la antigua laguna de Tagua-Tagua era la localidad donde hasta ese momento, se habían encontrado la mayor cantidad de huesos de mastodonte en Chile.
En Chile, los Gomphotheriidae están representados por dos especies, asignadas a sendos géneros, Cuvieronius humboldti y Cordillerion hyodon, con registros limitados al sector central y ausentes en Argentina.
Los restos posteriores fueron enviados al Museo Nacional de Historia Natural de Chile

### El período arcaico en el centro de Chile: los cazadores especializados (8000 a 600a.C.)
Cazadores recolectores avanzados 6000-2500 a. C.

#### El cementerio más antiguo de Chile
En 1948, al hacer un camino en el borde del cerro cerca de Cuchipuy (cuchicuy: ‘sin náusea’ en idioma quechua) o Cutichupuy (‘vomitar’ u ‘olor de almas’), a unos 7 km al noroeste de La Laguna, se encontraron múltiples restos funerarios.
En 1976, tras investigaciones realizadas por el Departamento de Antropología de la Universidad de Chile, quedó al descubierto el más antiguo de los cementerios del país, un lugar intensamente utilizado por estos grupos entre los años 6000 a. C. y 3700 a. C. Restos óseos humanos correspondiente a más de 100 individuos, fueron extraídos de cuatro niveles superpuestos, siendo el más profundo de ellos uno de los más antiguos de América, con una datación de 10 077 a. C.

### Período agroalfarero temprano
Los primeros horticultores y ceramistas de Chile Central (800/600 a. C. – 900). En El Salvador en San Vicente de Tagua-Tagua se encontraron cerámicas Llolleo con data del 770.

### Período agroalfarero intermedio tardío
El Complejo Aconcagua en Chile Central (900-1470). La zona de Angostura fue en tiempos preincaicos, no solo un límite geográfico natural del territorio Aconcagua, sino una suerte de frontera cultural blanda con las poblaciones que habitaban al sur del Cachapoal (cuenca del Maule). Hacia el norte, el límite parece más preciso, no excediendo más allá del valle de Aconcagua.
La cerámica del Valle de Tagua Tagua tiene clara influencia de la Cultura Aconcagua. Son numerosos los hallazgos ocasionales de este período, hechos en nuestra región desde las primeras décadas del siglo veinte, en lugares como Codegua, Coinco, Pelequén, Guaico, Palmilla, Ligüeimo, Peralillo. En su mayoría corresponden a cerámicos decorados.
Desde esta época, en la que se vivía en conjuntos pequeños de casas construidas de quincha con techos de paja, junto a canales de riegos destinados a sostener una horticultura bien cimentada, en cultivos de porotos, maíz, quínoa, calabazas y zapallo. Las casas de Quincha aún se construyen en la actualidad, y aún se pueden ver como casa en Requehua, Rastrojos o El Tambo.